# Лобанёв, Валентин Анатольевич
Валентин Анатольевич Лобанёв (латыш. Valentīns Lobaņovs; 23 октября 1971, Рига) — латвийский футболист, центральный защитник. Участник чемпионата Европы 2004.

## Карьера

### Клубная
Футбольную карьеру начал в самом титулованном клубе страны «Сконто». Уже в первом своём сезоне стал чемпионом Латвии и обладателем Кубка. В течение следующих четырёх лет Лобанёв ещё четырежды становился чемпионом Латвии, а также обладателем Кубка Латвии (1995). В 1997 году перешёл в липецкий «Металлург», в составе которого занял второе место в Первом дивизионе. Однако в Высшую лигу тогда выходил лишь победитель турнира.
В 1998 году вернулся в «Сконто» и сделал со своей командой золотой дубль, выиграв Чемпионат и Кубок Латвии. В следующем году Валентин совершил свой второй вояж в Россию, оказавшийся не слишком удачным — его «Шинник» (Ярославль) вылетел из Высшей лиги, а Лобанёв в очередной раз вернулся в «Сконто», и дважды выиграл чемпионат Латвии.
Третье пришествие в Россию пришлось на 2002 год, когда Лобанёв вновь оказался в «Металлурге», на этот раз красноярском. По ходу сезона клуб испытал серьёзные финансовые проблемы, в результате чего его покинул главный тренер и несколько ведущих игроков. Однако, остался и доиграл до конца сезона. Впрочем, вылета во Второй дивизион избежать не удалось, а сам футболист в третий, и последний раз вернулся в «Сконто». Как это уже повелось, в Латвии Лобанёв вновь стал чемпионом страны, после чего отбыл в запорожский «Металлург». Вернувшись на родину в 2005—2007 гг., доигрывал в клубах «Вента» и «Юрмала».

### В сборной
В сборной Латвии дебютировал 7 сентября 1994 года, в отборочном матче ЕВРО-96 против сборной Ирландии (0:3). В 2004 году был участником чемпионата Европы 2004, где сыграл за сборную во всех трёх матчах группового этапа — с Чехией (1:2), Голландией (0:3) и Германией (0:0).
Завершил карьеру в сборной в 2005 году, всего провёл 57 матчей и забил 1 гол.

## Достижения
- Чемпион Латвии (9): 1992—1996, 1998, 2000, 2001, 2003.
- Обладатель Кубка Латвии (5): 1992, 1995, 1998, 2000, 2001.